# Villa Ichon

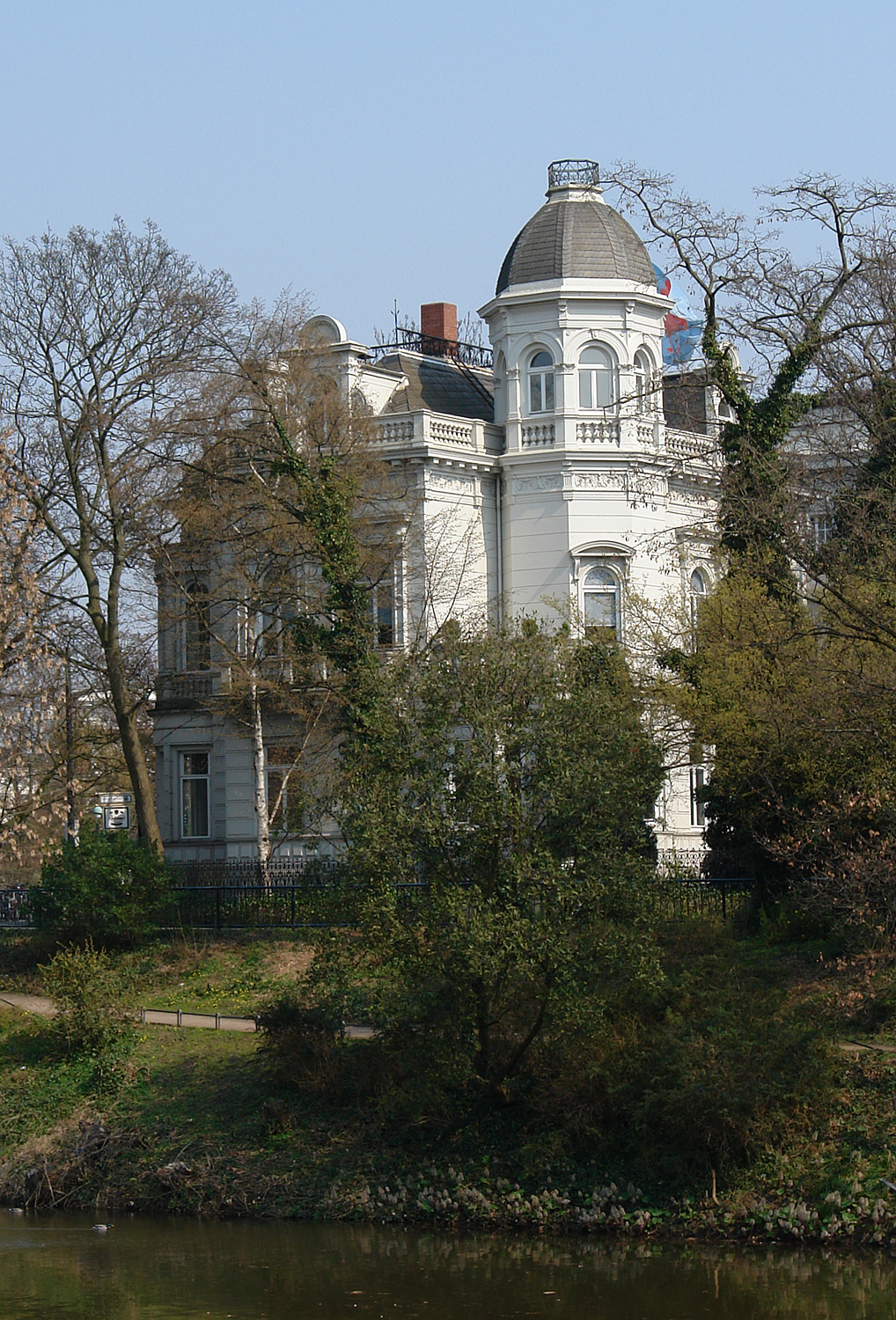
Villa Ichon, Blick von den Wallanlagen

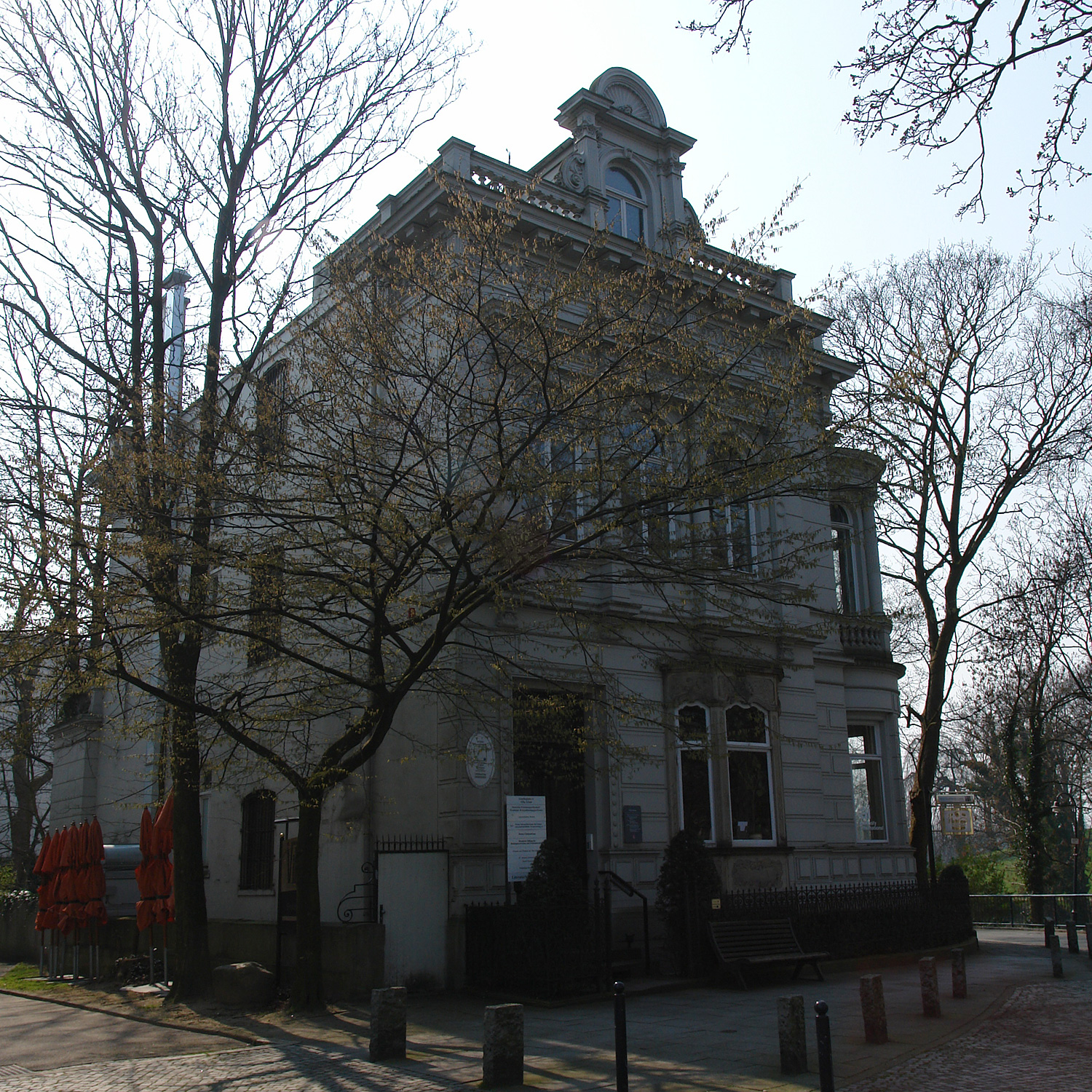
Villa Ichon, Eingang Goetheplatz

Die Villa Ichon in Bremen (Mitte) im Ostertorviertel am Goetheplatz 3 sowie an den Bremer Wallanlagen, stammt von 1849 und ist als Forum für Kultur- und Friedensarbeit überregional bekannt. Auf der anderen Seite des Gebäudes befindet sich heute das Theater am Goetheplatz. 
Das Gebäude steht seit 1973 unter Bremer Denkmalschutz.

## Geschichte
Die Villa Ichon wurde 1849 in schlichtem Klassizismus von Heinrich Depken erbaut, der das Grundstück an der Altenwallcontrescarpe (heute Goetheplatz) 1843 erworben hatte. Erster Bewohner war der Versicherungskaufmann W. Bröckelmann; die Bewohner wechselten jedoch häufig. Unter den Besitzern war auch der Demokrat Daniel Schultz, der das Haus jedoch 1854 für 150.000 Reichstaler verkaufen musste. Der Architekt Johann Georg Poppe baute 1871 das Gebäude für R. Feuerstein im Neorenaissancestil um. Die drei sichtbaren Seiten wurden umgebaut und sind bis heute erhalten, im Südwesten erhielt das Gebäude einen Turm, die Nordwestecke einen zweigeschossigen Erker, die gleichfalls erhalten blieben. 1893 erwarb Poppe das Haus, baute es erneut um mit einer dekorativen Innengestaltung und zog 1895 ein. Nach dem Tod von Poppe (1912) blieb das Haus bei den Erben, war jedoch bald unbewohnt. 1925 erwarb die Theatergesellschaft das Gebäude. Von 1925 bis 1940 wohnte hier Johannes Wiegand (1874–1940), der Direktor des Stadttheaters, das Vorläufer des Theaters am Goetheplatz war. Bis zu ihrem Tod wohnte die Witwe († 1960) von Wiegand hier. Seit etwa 1950 hatte die namensgebende Anwaltssozietät von Dr. Theodor Ichon – einem Sohn von Theaterdirektor Eduard Ichon, der gleichfalls im Hause gewohnt hatte – in der Villa ihre Kanzlei.
Bis 1965 war die Theatergesellschaft Eigentümer und danach die Ariadne Grundstücksverwertungs Gesellschaft, die einen Abriss der Villa und ein neues Mietshaus mit Flachdach und 19 Wohnungen plante. 1968 erwarb die Stadt das Gebäude im Tausch gegen ein anderes Grundstück, um sich die Option einer Theatererweiterung auf dem Grundstück offen zu halten. Nachdem zunächst das Theater einige Jahre lang die Räume für Büros und Werkstätten nutzte, sollte die Villa 1973 dann doch abgerissen werden. Eine Eintragung in die Denkmalliste verhinderte den Abriss. Der Bremer Bauunternehmer und Mäzen Klaus Hübotter, der persönlich beim Bürgermeister interveniert hatte, nahm sich des Gebäudes an und ließ es restaurieren. Wegen finanzieller Engpässe dauerte die Instandsetzung bis 1981; erst mit finanzieller Unterstützung des Bundes konnte sie fertiggestellt werden. Die Initiativgruppe zur Erhaltung der Villa Ichon erhielt 1984 dafür den deutschen Preis für Denkmalschutz.
Mangels anderer Verwendungsmöglichkeiten ließ Bremen 1982 ein alternatives Nutzungskonzept zu. Der von Hübotter und anderen neu gegründete Verein der Freunde und Förderer der Villa Ichon in Bremen e. V. unterhält seitdem das Gebäude. Neben amnesty international, DFG-VK, dem Verein Bremer Literaturhaus (virt.) und einigen anderen pazifistisch orientierten Gruppierungen ist ein Restaurant dauerhaft Mieter in der Villa. Vorsitzende des Vereins der Freunde und Förderer der Villa Ichon ist heute Luise Scherf.
Seit 1983 vergibt der Verein einmal jährlich den mit 5000 Euro dotierten Kultur- und Friedenspreis der Villa Ichon.

## Architektur

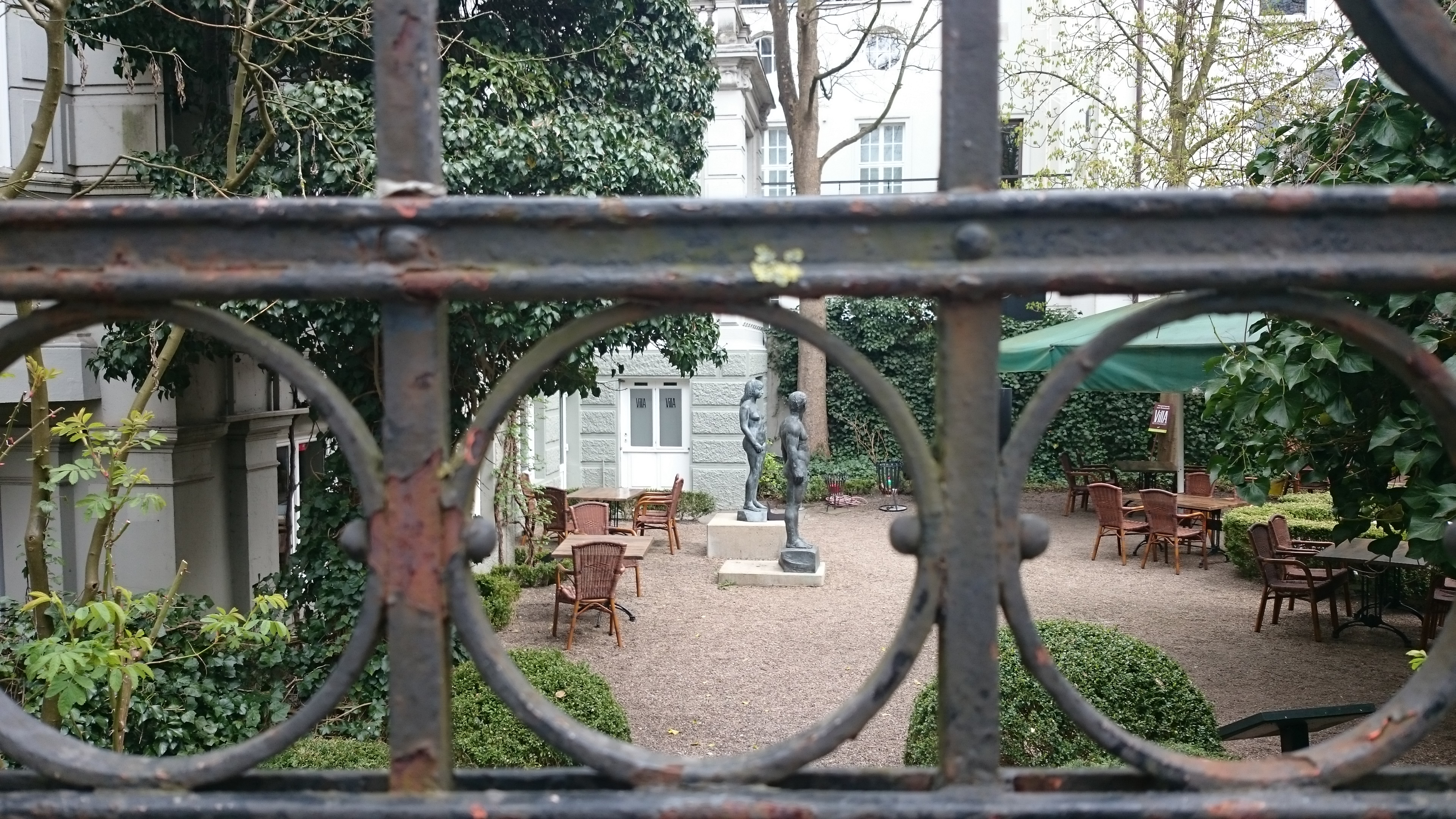
Sommergarten der Villa Ichon mit Skulpturen von Gerhard Marcks

Die 1871 im Stil des damals vorherrschenden Historismus der Gründerzeit entstandene Außenfassade ist bis heute weitestgehend erhalten geblieben. Ebenfalls aus dem 19. Jahrhundert stammen die goldgefassten Stuckdecken, die Holzbalkendecken und der Mosaikfußboden. Das Haus hat im Erdgeschoss einen weiß-blauen Meißener Fayence-Ofen sowie einen Kamin aus Marmor. Wandmalereien stammen von Arthur Fitger.